# Heinkel He 280
Le Heinkel He 280 est un avion de chasse de la Seconde Guerre mondiale. Faisant suite à l'avion expérimental Heinkel He 178, premier avion à réaction à avoir volé, et qui n'avait pas été suivi d'un développement en série, le He 280 fut le premier prototype au monde d'un chasseur propulsé par un moteur à réaction.

## Histoire
À la fin de l'année 1939, Heinkel procéda au développement de deux turboréacteurs, les HeS 3 (109-006) et HeS 8 (109-001), conçus par Hans von Ohain. Le premier prototype (V1) du Heinkel He 280, avion biréacteur, bidérive, à aile médiane et train d'atterrissage tricycle, fut prêt dès septembre 1940, bien avant les moteurs. Il fut donc d'abord testé en vol plané, tracté par un Heinkel He 111 le 11 septembre 1940. Il prit l'air seul depuis l'aérodrome de Rostock-Marienehe utilisé par l'entreprise Heinkel pour la première fois le 2 avril 1941 avec deux réacteurs HeS 8. La mise au point du prometteur He 280 continua 2 ans, mais en mars 1943, le gouvernement allemand demanda à Heinkel d'interrompre le projet du He 280, car il souhaitait s'orienter vers la production du Me 262 concurrent, à plus long rayon d'action et plus lourdement armé. Les prototypes du He 280 encore en état de voler furent utilisés à des fins expérimentales.

## Liste des prototypes
He 280 V1
- Codé "DL+AS" (Stammkennzeichen)
- Premier vol : 22 septembre 1940
- S'écrasa le 13 janvier 1942

He 280 V2
- Codé "GJ+CA"
- Premier vol : 30 mars 1941
- S'écrasa à cause d'une panne moteur le 26 mai 1943

He 280 V3
- Codé "GJ+CB".
- Premier vol : 5 juin 1942

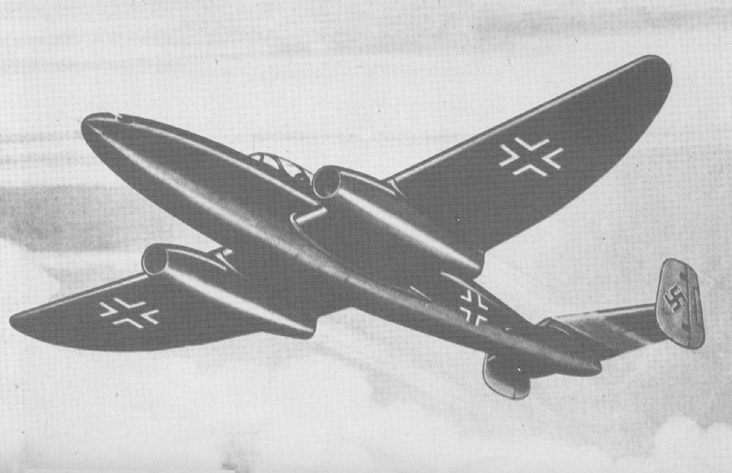
dessin d'artiste du He 280.

- Capturé en mai 1945 à l'usine Heinkel-Sud de Vienne-Schwechat, Autriche

He 280 V4
- Codé "GJ+CC"
- Premier vol : 31 juillet 1943
- Rayé des contrôles en octobre 1944 à Hörsching en Autriche

He 280 V5
- Codé "GJ+CD".
- Premier vol : 26 juin 1943
- Ne reçut aucun moteur

He 280 V6
- Codé "NU+EA"
- Premier vol : 26 juin 1943
- Ne reçut aucun moteur

He 280 V7
- Codé "NU+EB" (Stammkennzeichen) et "D-IEXM" (immatriculation civile)
- Premier vol : 19 avril 1943
- Vola un total de 115 vols tractés

He 280 V8
- Codé "NU+EC"
- Premier vol : 19 juin 1943

He 280 V9
- Codé "NU+ED"
- Premier vol : 31 juillet 1943

### Développement lié
- Heinkel He 178
- Heinkel He 162

### Aéronefs comparables
- Messerschmitt Me 262
- Gloster Meteor
- Bell P-59 Airacomet